# 道口站
道口站是一个沈山线上的铁路车站，位于辽宁省北宁市赵屯镇，建于1938年，目前为五等站，邮政编码为121311。目前客运：办理旅客乘降；不办理行李、包裹托运；不办理货运营业。